# Jag är Jesu lilla lamm
Jag är Jesu lilla lamm är en psalmtext för söndagsskolan som är skriven av okänd författare. Musiken är skriven av Wolfgang Amadeus Mozart. 

## Publicerad i
- Lilla Psalmisten 1909 som nummer 87
- Svensk söndagsskolsångbok 1929 som nummer 212 under rubriken "XIX Barndoms- och ungdomstiden"